# Samvarana
Samvarana (Sanskrit संवरण saṁvaraṇa m.) ist der Name eines Königs im Mahabharata. Er war der Sohn von Riksha, Ehemann von Tapati und Vater von Kuru.

## Samvarana im Mahabharata
Im Ersten Buch, Adiparvan, wird berichtet, dass dereinst, als Samvarana König war, sein Volk von großem Unheil heimgesucht wurde und unter Seuchen, Trockenheit und Hungersnot litt. Mächtige Feinde mit großen Armeen attackierten das Land und der König musste schließlich mit seiner Familie und seinen Ministern fliehen, um sich im Waldland am Indus niederzulassen. Eines Tages kam der Rishi Vasishtha zu Besuch und blieb acht Jahre bei der kleinen Gemeinschaft. Samvarana beschloss daraufhin, ihn zu seinem Hauspriester zu machen, und gewann mit dessen Hilfe alsbald sein ganzes Königreich und all seine Macht zurück.

### Ehe mit Tapati
Einmal geschah es, dass der König einsam auf einem Berg wanderte, nachdem sein Pferd verendet war. Plötzlich sah er eine junge Frau von großer Schönheit, die ihm wie eine traumhafte Gestalt erschien. Als er sie jedoch ansprach und sich nach ihrer Herkunft und Familie erkundigte, verschwand sie plötzlich, woraufhin der König schwer schockiert erstarrte. Etwas später zeigte sie sich ihm aber wieder und sagte, sie sei Tapati, die Tochter des Sonnengottes Vivasvat. Ihm würde sie die Entscheidung überlassen, ob sie eine Ehe mit dem König einging.
Der König verbrachte weitere zwölf Tage auf dem Berg und versuchte, durch Gebete den Sonnengott günstig zu stimmen. Zudem rief er innerlich seinen Hauspriester Vasishtha an, der alsbald erschien und intuitiv wusste, was dem König Sorgen bereitete. Er schlug Samvarana vor, an seiner statt für die Braut zu werben, und der Sonnengott gab bereitwillig sein Einverständnis für die Ehe seiner Tochter mit dem König.
Zwölf Jahre lebten die beiden daraufhin glücklich auf den Hügeln und Bergen, indem der König sich völlig von seinen Amtspflichten zurückzog. Eines Tages suchte eine extreme Trockenheit sein Land heim, woraufhin Vasishtha den König und seine Frau aufforderte, wieder ins Königreich zurückzukehren. Als sie dies taten, brachten sie ihrem Volk neues Glück und Wohlergehen.